# Olcsva, Szabolcs-Szatmár-Bereg
Olcsva  este un sat în districtul Vásárosnamény, județul Szabolcs-Szatmár-Bereg, Ungaria, având o populație de 670 de locuitori (2011). 

## Demografie
Componența etnică a satului Olcsva
     Maghiari (82,58%)
     Romi (17,42%)
Componența confesională a satului Olcsva
     Reformați (59,55%)
     Fără religie (5,82%)
     Romano-catolici (5,52%)
     Greco-catolici (1,94%)
     Necunoscută (26,72%)
     Luterani (0,45%)
     Alte religii (5,97%)
Conform recensământului din 2011, satul Olcsva avea 670 de locuitori. Din punct de vedere etnic, majoritatea locuitorilor (82,58%) erau maghiari, cu o minoritate de romi (17,42%).  Din punct de vedere confesional, majoritatea locuitorilor (59,55%) erau reformați, existând și minorități de persoane fără religie (5,82%), romano-catolici (5,52%) și greco-catolici (1,94%). Pentru 26,72% din locuitori nu este cunoscută apartenența confesională.